# 政和県
政和県（せいわ-けん）は中華人民共和国福建省に位置する省直轄の県であり、しばらくの間、南平市の代理管轄下に置かれている。

## 歴史
941年（永隆3年）、寧徳県関隷里に関隷鎮が設置され、1000年（咸平3年）に宋朝により関隷県とされた。1115年（政和5年）に元号に因み政和県と改称される。1455年（景泰6年）に県北部が寿寧県として分割され現在の管轄区域が定まった。1960年2月から1962年8月、1970年7月から1975年3月まで松渓県と合併し松政県とされていた。

## 行政区画
下部に1街道、4鎮、5郷を管轄する。
- 街道
  - 熊山街道
- 鎮
  - 東平鎮、石屯鎮、鉄山鎮、鎮前鎮
- 郷
  - 星渓郷、外屯郷、楊源郷、澄源郷、嶺腰郷

## 交通

### 鉄道
- 中国国家鉄路集団
  - 衢寧線（中国語版）
    - 政和駅

### 道路
- 高速道路
  - 長深高速道路
  - 寧上高速道路
  - 政永高速道路（中国語版）

## 特産品
- 茶（白茶・紅茶）[1]